# 紀尾井町ビル
紀尾井町ビル（きおいちょうビル）は、東京都千代田区紀尾井町3番に所在する地上26階、高さ114.9mの超高層ビル。1989年竣工、地上1階及び2階は店舗、3階から19階までがオフィス、20階から26階までが住宅で構成されている複合ビル。

## 概要
紀尾井町は、東京のビジネスの中枢である千代田区に位置し、紀州徳川家、尾張徳川家、彦根井伊家といった江戸時代には名高い大名の武家屋敷が所在した由緒正しいエリアとして有名。清水谷公園に近接し緑豊かで、高級住宅エリアとしても人気が高い。徒歩10分圏内で5駅、6路線を利用可能で交通利便性にも優れる。
1989年（平成元年）11月に竣工で三菱地所による設計、鹿島建設による施工。2014年より森トラスト総合リート投資法人が受益者兼賃貸人となっている。現在は、1階には日本交通本社、19階にはトヨタ紀尾井クラブが入居する。オフィス部分は19階までで、高層階の20階から26階は高級レジデンスの「紀尾井町ガーデンタワー」が入る。
完成当時のテレビCMに映る威容は現在も健在で、日本の中枢地区ランドマークとして多くの企業が入居してきた。また、上層階は住宅であり、後世の六本木ヒルズのイメージを先取りしたような存在感を放ってきた。

## 歴史
紀尾井町ビルが建つ敷地は古くは1891年（明治24年）に片山東熊設計、木造2階建築物の行政裁判所が建っていた。
戦後の1948年（昭和23年）には同敷地に司法研修所が移り1971年（昭和46年）頃の移転まで使用された。
1985年（昭和60年）8月8日には、同土地は一般競争入札にかけられ、処分面積6,800m2が大京観光株式会社（現：株式会社大京）により総額575億円で落札された。本件は同年11月21日に開催された「第103回国会物価問題等に関する特別委員会」にて、約850万円という当時として飛びぬけて高額な平米単価が近隣の地価公示価格を大きく上回るとして、高値落札と土地高騰に関する問題で取り上げられた。周辺地価が狂騰する要因の一つになったとして、その後の日本のバブル経済への呼び水ともなった。

## 主な入居企業
- 1階 - 日本交通（タクシーの実車の展示もある）
- 3階・4階 - パピレス
- 6階 - セレモアHDグループ
- 9階 - NTTデータ
- 10階 - 日本カバヤ・オハヨーホールディングス、カバヤ食品、オハヨー乳業（いずれも東京本社）
- 13階 - アイティメディア
- 16階 - タッパーウェアブランズ・ジャパン
- 19階 - トヨタ紀尾井クラブ

### かつての入居企業・団体
- 3階 - WealthNavi（2017年6月頃まで）
- 4階 - コンバースフットウェア
- 4階・5階 - 幸福の科学・幸福の科学出版（1989年12月20日から1996年3月31日まで、5階は後期）
- 9階から18階 - 長島・大野・常松法律事務所（1993年から2015年5月頃まで、10フロア強に入居）[9]
- 14階 - ジャパンタイムズ（2021年頃まで）

## 近隣の施設
- 清水谷公園
- ホテルニューオータニ
- ニューオータニガーデンコート
- 東京ガーデンテラス紀尾井町
- 上智大学
- 文芸春秋ビル

## アクセス
- 東京メトロ
  - 有楽町線・麹町駅：徒歩2分
  - 半蔵門線、南北線・永田町駅、半蔵門駅：徒歩6分
  - 銀座線、丸ノ内線・赤坂見附駅：徒歩7分
- JR東日本
  - 中央本線、総武線・四ツ谷駅：徒歩9分

## ギャラリー

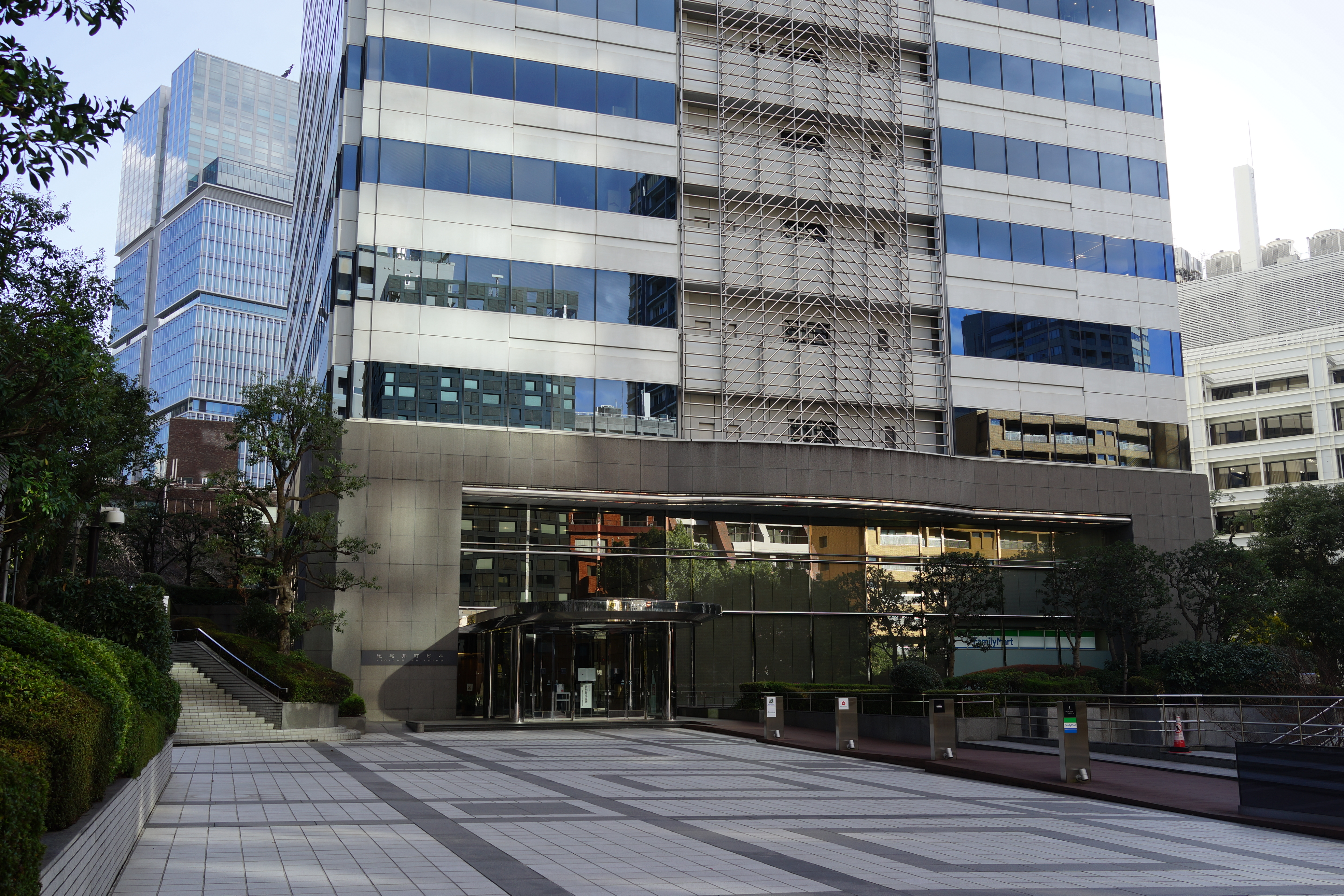
オフィスエントランス前
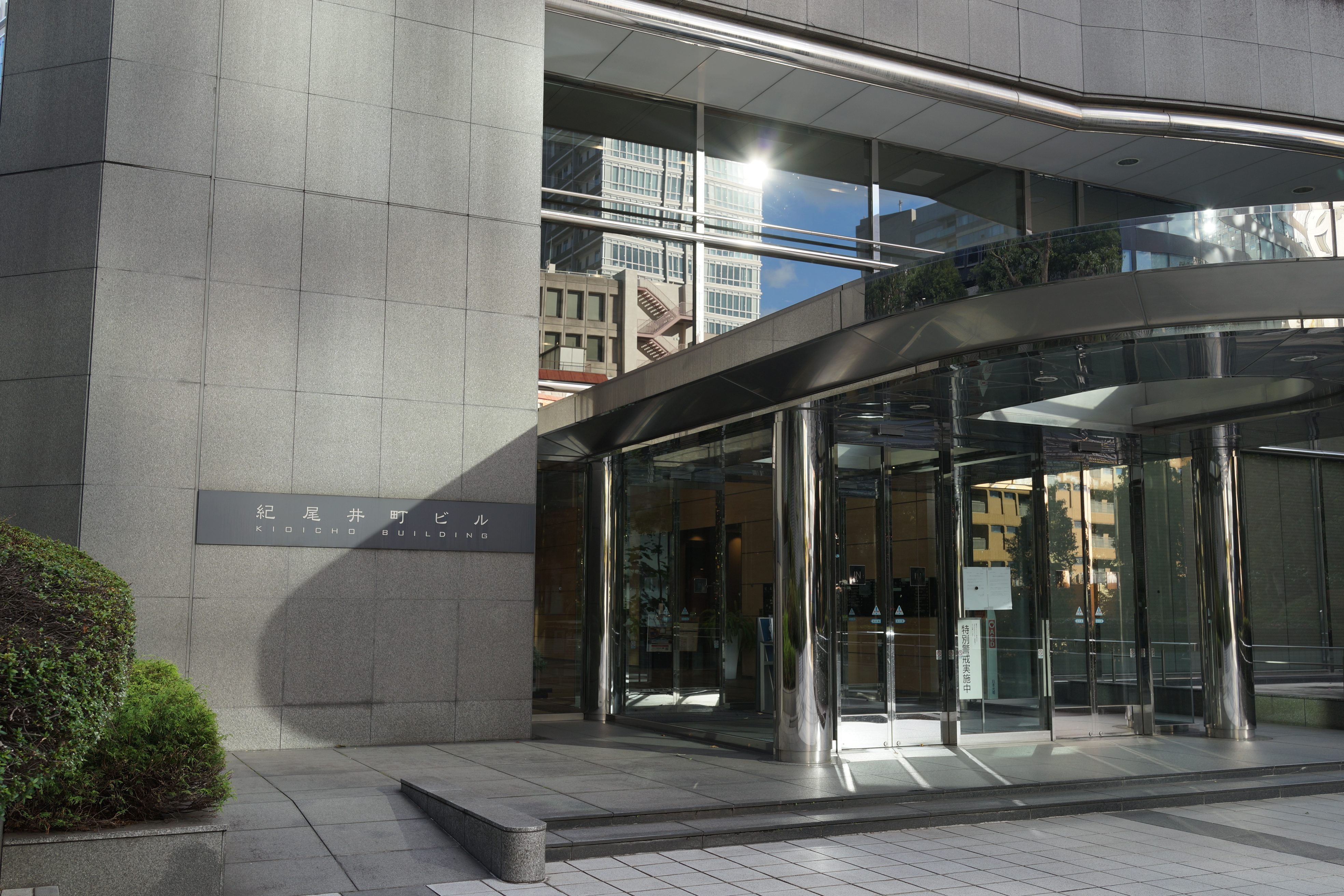
オフィスエントランス
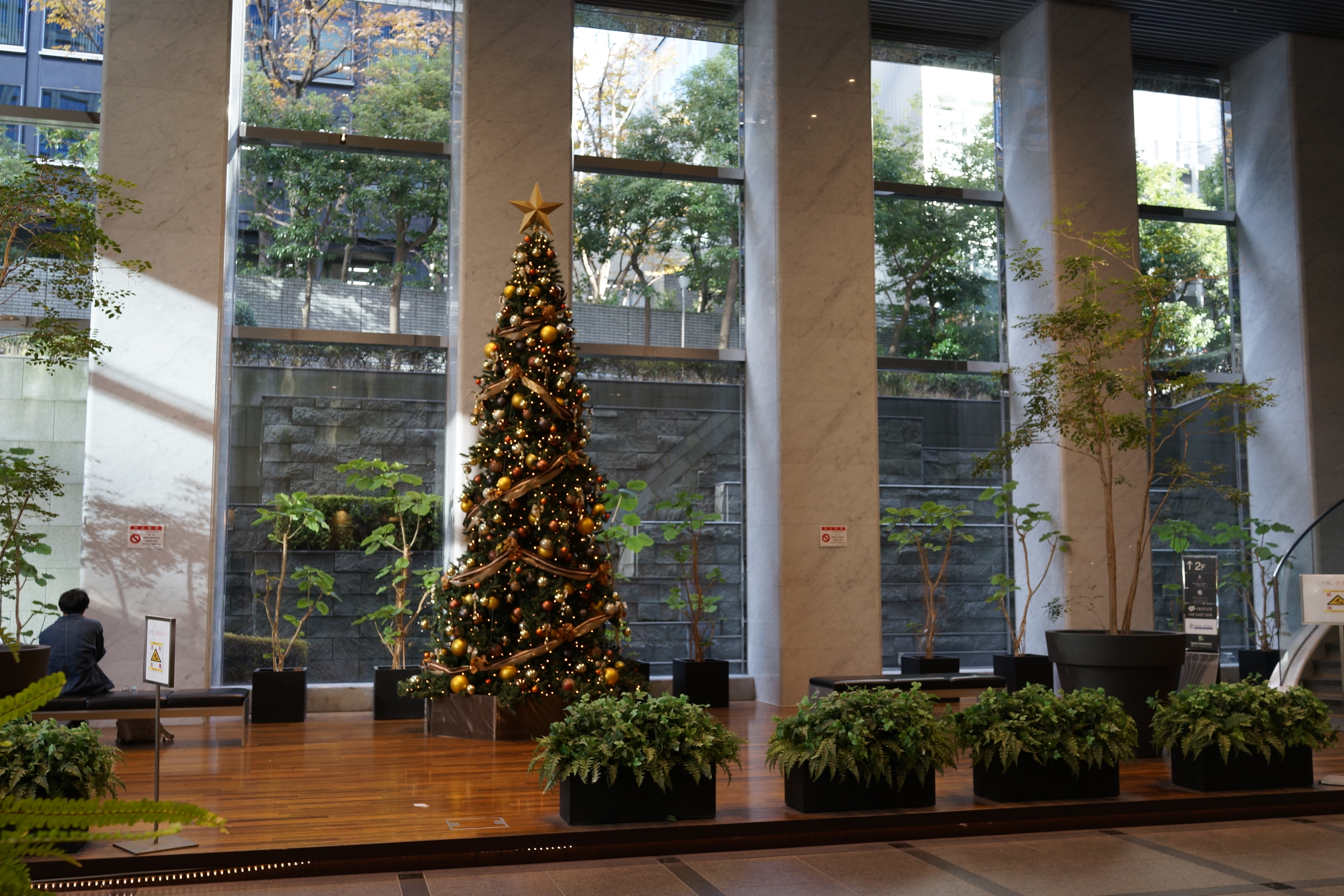
オフィスロビー1階
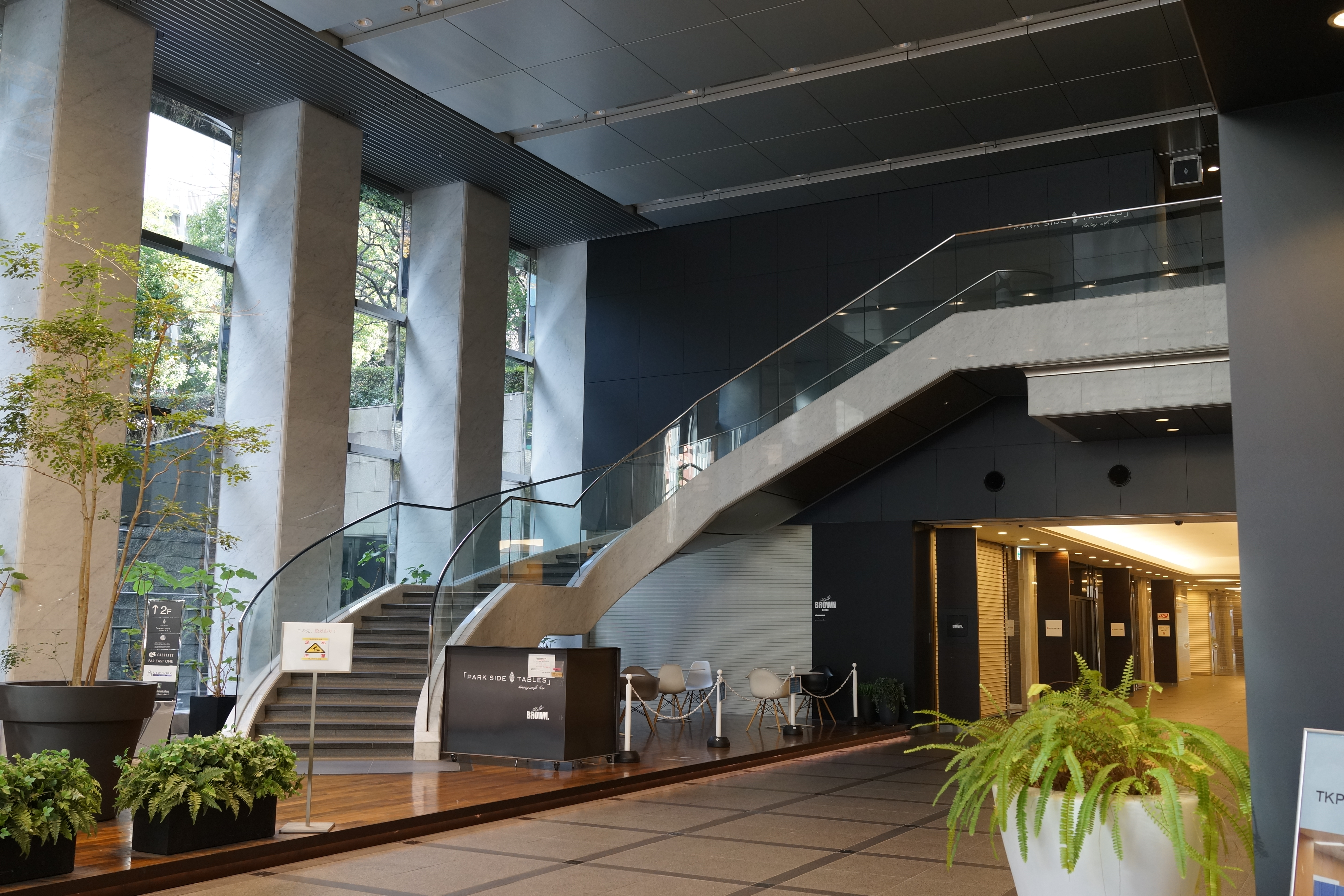
オフィスロビー1階
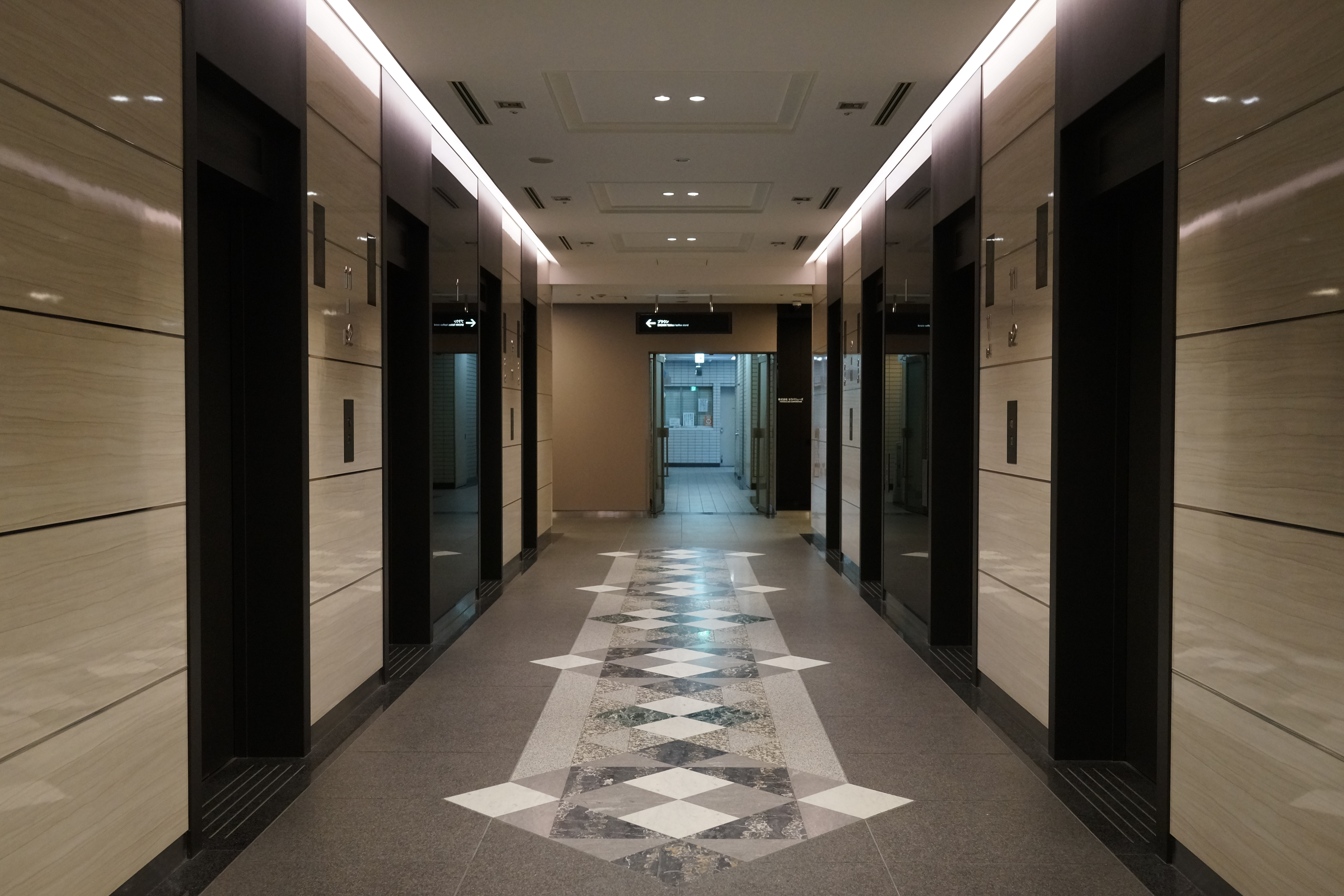
エレベーターホール1階
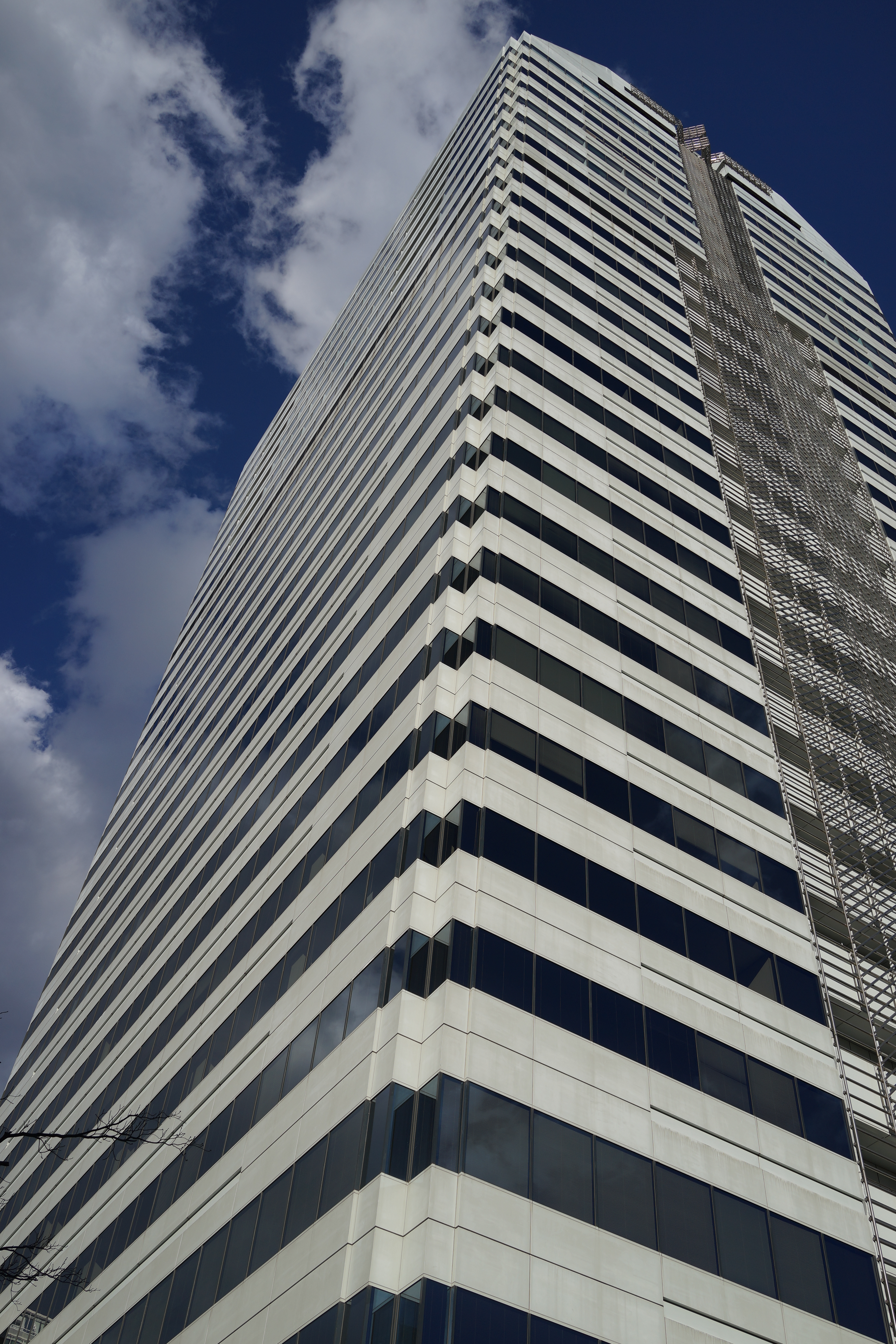
外壁